# Aspazija

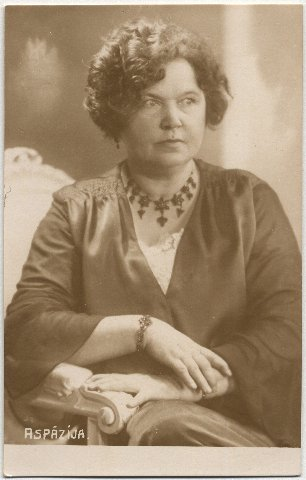
Aspazija 1929

Aspazija (eigentlich: Elza Pliekšāne, geschiedene Valtere bzw. Walter, geborene Johanna Emilie Liesette Rosenwald bzw. Rozenberga; * 4. Märzjul. / 16. März 1865greg. in Zaļenieki bei Jelgava; † 5. November 1943 in Dubulti/Jūrmala) war eine lettische Schriftstellerin. Trotz persönlicher Rückschläge und politischer Umwälzungen setzte sie ihre schriftstellerische Tätigkeit fort. Sie spielte in der Literatur und Kultur der lettischen Moderne in den ersten Jahrzehnten des 20. Jahrhunderts eine wichtige Rolle. Ihr zweiter Ehemann Jānis Pliekšāns wurde unter dem Künstlernamen Rainis berühmt.

## Leben
Während ihrer Schulzeit in Jelgava begann die vierzehnjährige Elza, Gedichte in deutscher Sprache zu verfassen. Ihre Wissbegier und Begeisterung für Literatur brachte ihr bei Freunden und Lehrern den auf die antike Rednerin und Philosophin Aspasia verweisenden Spitznamen „Aspazija“ ein, mit dem sie 1887 auch ihre erste Gedichtveröffentlichung in der Feuilleton-Beilage der Tageszeitung Dienas Lapa (Tageblatt) unterzeichnete. 1886 heiratete sie zum ersten Mal; die Ehe war unglücklich, ihr Gatte setzte sich bald nach der Hochzeit auf Nimmerwiedersehen in die USA ab. Um ihren alkoholkranken Vater, die psychisch kranke Mutter, die jüngeren Geschwister und sich selbst durchzubringen, arbeitete Aspazija als Näherin, in einer Bäckerei und von 1891 bis 1893 als Hauslehrerin. Während dieser Zeit entstanden ihre ersten Theaterstücke und das Poem Saules meita, das jedoch keinen Verleger fand. Es erschien erst 1894 im Druck, nachdem sie durch ihre Theaterstücke – teils skandalöse – Berühmtheit erlangt hatte.
Erzürnt über eine Rezension in der Dienas Lapa zu ihrem Stück Vaidelote, in der sie sich missverstanden fühlte, stellte sie den Chefredakteur Jānis Pliekšāns zur Rede – um sich kurz darauf vehement in ihn zu verlieben. Pliekšāns, ein studierter Jurist, war einer der Vordenker der linken, gegen den Zaren gerichteten Bewegung Jaunā strāva (Neue Strömung). Aspazija ermunterte ihn, seine literarischen Versuche wieder aufzunehmen – als Jugendlicher hatte er für seine Gedichte Spott geerntet und daraufhin die Feder zur Seite gelegt –, und empfahl ihm, sich für seine ersten Veröffentlichungen im Januar 1896 ebenfalls einen Künstlernamen zuzulegen; er entschied sich für den Namen Rainis, unter dem er im Laufe der folgenden Jahre zum „lettischen Nationaldichter“ avancieren sollte. 1895/1896 wohnte das Liebespaar vorübergehend in Jelgava und in Berlin sowie 1897 im litauischen Panevėžys, wo sich Rainis als Anwalt niederließ. Im Mai desselben Jahres wurde er dort aufgrund eines Verrats innerhalb der eigenen Reihen verhaftet und bis Ende des Jahres in verschiedenen Gefängnissen in Panevėžys, Liepāja und Riga gefangengehalten. Während der Haftzeit beendete Rainis die auf Anregung von Aspazija begonnene und im stetigen Austausch mit ihr gemeinsam erarbeitete Übersetzung von Goethes Faust ins Lettische; der Text erschien praktisch parallel zu seiner Entstehung in Fortsetzungen in der Monatsschrift Mājas Viesa Mēnešraksts.
Da Rainis als Jurist es geschafft hatte, die Ehe zwischen Aspazija und ihrem ersten Gatten annullieren zu lassen, konnte das Paar zwischen Rainis’ Haftentlassung und seiner Abreise an seinen Verbannungsort im russischen Hinterland heiraten – nur als Ehefrau war Aspazija berechtigt, ihn in der Verbannung zu besuchen. Von 1898 bis 1903 reiste Aspazija zwischen Slobodskoj und Riga, wo sie als Übersetzerin und Redakteurin für beide das Geld verdiente, so oft wie möglich hin und her; die anstrengende Reise dauerte jeweils mehrere Tage. Bald nach seiner Heimkehr ins Generalgouvernement Livland beteiligte sich Rainis an der Revolution von 1905, nach deren Scheitern er und Aspazija Russland fluchtartig verlassen mussten.

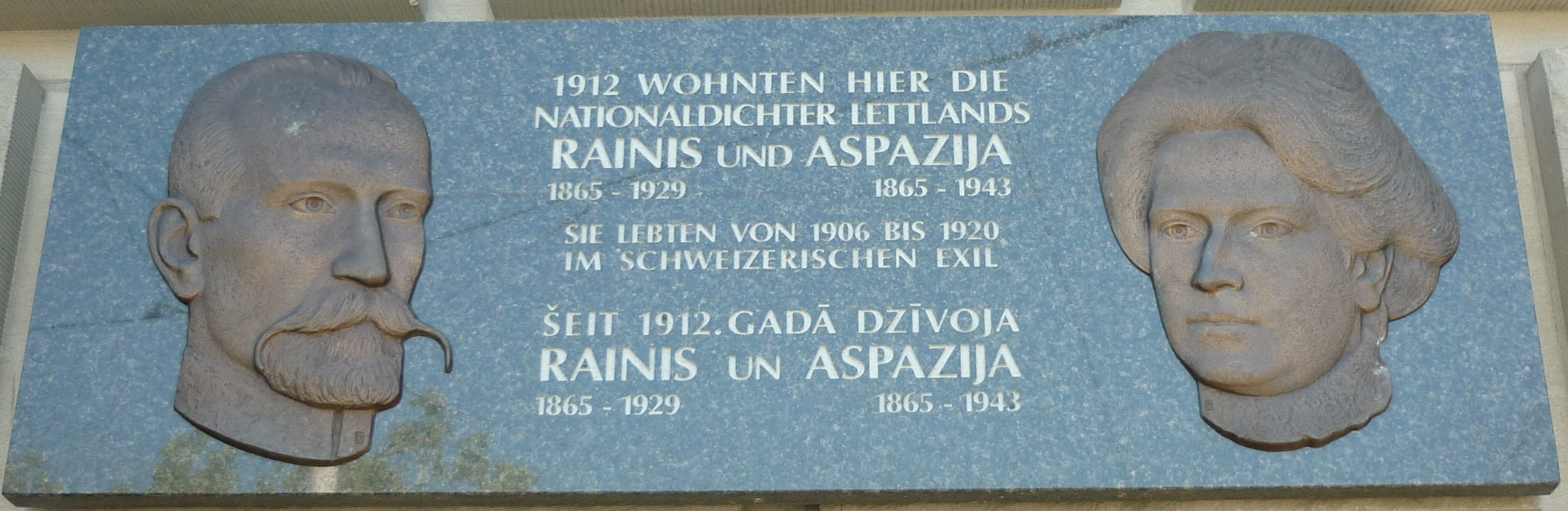
Rainis und Aspazija, Gedenktafel in Zürich

Vierzehn Jahre lang lebte das Paar im Schweizer Exil in Zürich sowie Castagnola im Tessin, wo Rainis seine wichtigsten Werke und Aspazija – eingeschränkt durch verschiedene Krankheiten und ihre Pflichten als Hausfrau – drei ihrer insgesamt zwölf Gedichtbände sowie ihre Kindheitserinnerungen niederschrieb. Nach Ende des Ersten Weltkriegs bzw. der Befreiungskämpfe in der neugegründeten Republik Lettland kehrten die beiden Dichter im April 1920 in ihre Heimat zurück; ihnen wurde ein triumphaler Empfang bereitet, unter anderem waren zwei der zentralen Straßen Rigas nach ihnen umbenannt worden. Beide gingen kurzzeitig in die Politik, Aspazija war unter anderem Mitglied der Verfassunggebenden Versammlung. Nach zwanzigjähriger Unterbrechung nahm sie ihre Arbeit als Dramatikerin wieder auf und führte bis an ihr Lebensende eine rege und vielseitige schriftstellerische Tätigkeit fort.
Nach Rainis’ Tod im September 1929 kümmerte sie sich zudem um dessen literarischen Nachlass. Sie veröffentlichte seine Tagebücher und Briefe. Das gefiel nicht allen: Einige fürchteten, dadurch könne das etablierte Idealbild des „Nationaldichters“ getrübt werden.

## Werk
Aspazijas erstes Drama Atriebēja (Die Rächerin, 1887) ging aus einem vom Verein der Letten zu Riga veranstalteten Wettbewerb als Siegerstück hervor, seine Inszenierung wurde jedoch durch die zaristische Zensur unterbunden. Die Schauspiele Zaudētas tiesības (Verlorene Rechte, 1894) und Neaizsniegts mērķis (Ein unerreichtes Ziel, 1895) riefen wegen ihrer Kritik an der patriarchalen Gesellschaft öffentliche Diskussionen hervor.

„Aspasia (Frau Else Pleekschan), die hochbegabte lettische Dichterin, die innerhalb ihres Volkes jedem Herzen theuer und deren Namen auf Aller Lippen ist, wird nur von wenigen unserer Landsleute anderer Nationalität gekannt. Ada Negris Name schallt von Italien zu uns herüber, Ada Christens Name wird bei uns gekannt und genannt, aber ihre Geistesverwandte Aspasia, die nicht weniger ist als beide, die unter uns lebt, wird nicht einmal in ihrer eigenen Heimath von denen gekannt, die eine andere Sprache sprechen, als die des kleinen Volkes, dem diese reiche, glänzende dichterische Individualität entsprossen ist.“

### Sarkanās puķes(Die roten Blumen, 1897)

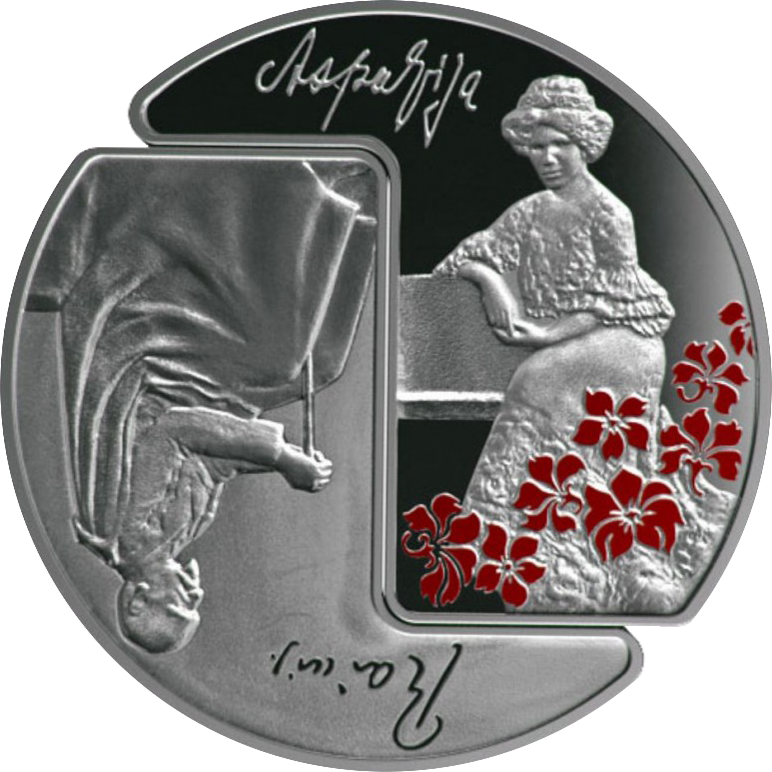
Sondermünze der Latvijas Banka von 2015

Erstmals in der jungen lettischen Literatur, die im eigentlichen Sinne erst in der Mitte des 19. Jahrhunderts zu entstehen begann, legte Aspazija mit ihrem Debütgedichtband Sarkanās puķes keine »Blütenlese«, d. h. eine beliebige Aneinanderreihung einzelner Gedichte vor, sondern einen dramaturgisch durchkomponierten Zyklus in vier programmatischen Teilen, ähnlich einer viersätzigen Sinfonie. Gleich mit dem ersten Gedicht Mūsu dzīve (Unser Leben) stellt sie Kontinuität her, da es sich bei ihm um den Epilog (Epilogs) ihres 1891 verfassten und 1894 im Druck erschienenen 1577-zeiligen Versepos Saules meita (Die Sonnentochter) handelt. Im Fokus der zehn Gedichte des ersten Abschnitts bzw. Satzes Bez ideāla (Ohne Ideal, in der Erstausgabe noch Bez mērķa / Ohne Ziel) steht ein isoliertes, in Alltäglichkeit gefangenes und darbendes lyrisches Ich, das sich im zweiten Satz Pusdienas karstumā (In der Hitze des Mittags, neun Gedichte), in Liebe entflammt, mit einem Du verbindet; im siebten Gedicht Mans miers ir beigts (Dahin ist meine Ruh’) wird die Leidenschaft derart vehement, dass zwar das jambische Metrum erhalten bleibt, der Reim jedoch – erstmals in Aspazijas lyrischem Œuvre – überwunden wird. Nicht von ungefähr sind sechs der zehn Gedichte des dritten Satzes Maldu ugunis (Irrfeuer) Aspazijas Dramen Antonija (1892, verschollen, ein Gedicht), Vaidelote (Die Waidelottin, 1894, ein Gedicht) und Ragana (Die Hexe, 1896, vier Gedichte) entnommen: hier wirkt die Welt auf die lyrische Heldin ein. Der vierte Satz schließlich, das große Finale Gaismas straume (Strom des Lichts) mit seinen sechzehn teils längeren Gedichten, die hinsichtlich des Umfanges ein Drittel des Bandes ausmachen, rechnet mit der Vergangenheit und »den Lauen« ab, um mit dem »Dichter der Zukunft« und »Mit Schwingen weiß wie Schnee« die Freiheit zu verkündigen, die jedoch blutig und rot kommen wird, als »Schreckensvision«, als »Jüngstes Gericht«: eine Revolution?

### Weitere Gedichtbände
Aspazijas zweiter Gedichtband Dvēseles krēsla (Dämmerung der Seele, 1904) ist der einzige, den die Autorin nicht in Abteilungen bzw. Sätze gegliedert hat; nichtsdestotrotz ist auch hier ein dramaturgischer Aufbau unverkennbar. Die letzten zwölf der je nach Ausgabe 50 bis 63 Gedichte des Bandes bedienen gekonnt das um die Jahrhundertwende wieder in Mode gekommene Genre der Schwarzen Romantik.
Im schweizerischen Exil entstanden mit den stringent als Zyklen komponierten vier- bzw. siebenteiligen Konzept-Gedichtbänden Saulains stūrīt(i)s (Sonnig[e]s Eckchen, 1910) und Ziedu klēpis (Ein Armvoll Blüten, 1911) die ersten beiden Teile einer »Lyrischen Biographie«; außerdem der in sechs Abteilungen gegliederte Band Izplesti spārni (Ausgebreitete Schwingen, 1920), der zwischen 1908 und 1918 entstandene Dichtungen versammelt. Drei Jahre nach der Rückkehr in die nunmehr souveräne und nach den Befreiungskriegen von 1919 befriedete Republik Lettland erschien mit Raganu nakts (Hexennacht, 1923) der dritte und letzte Teil der »Lyrischen Biographie«.

## Gedenken

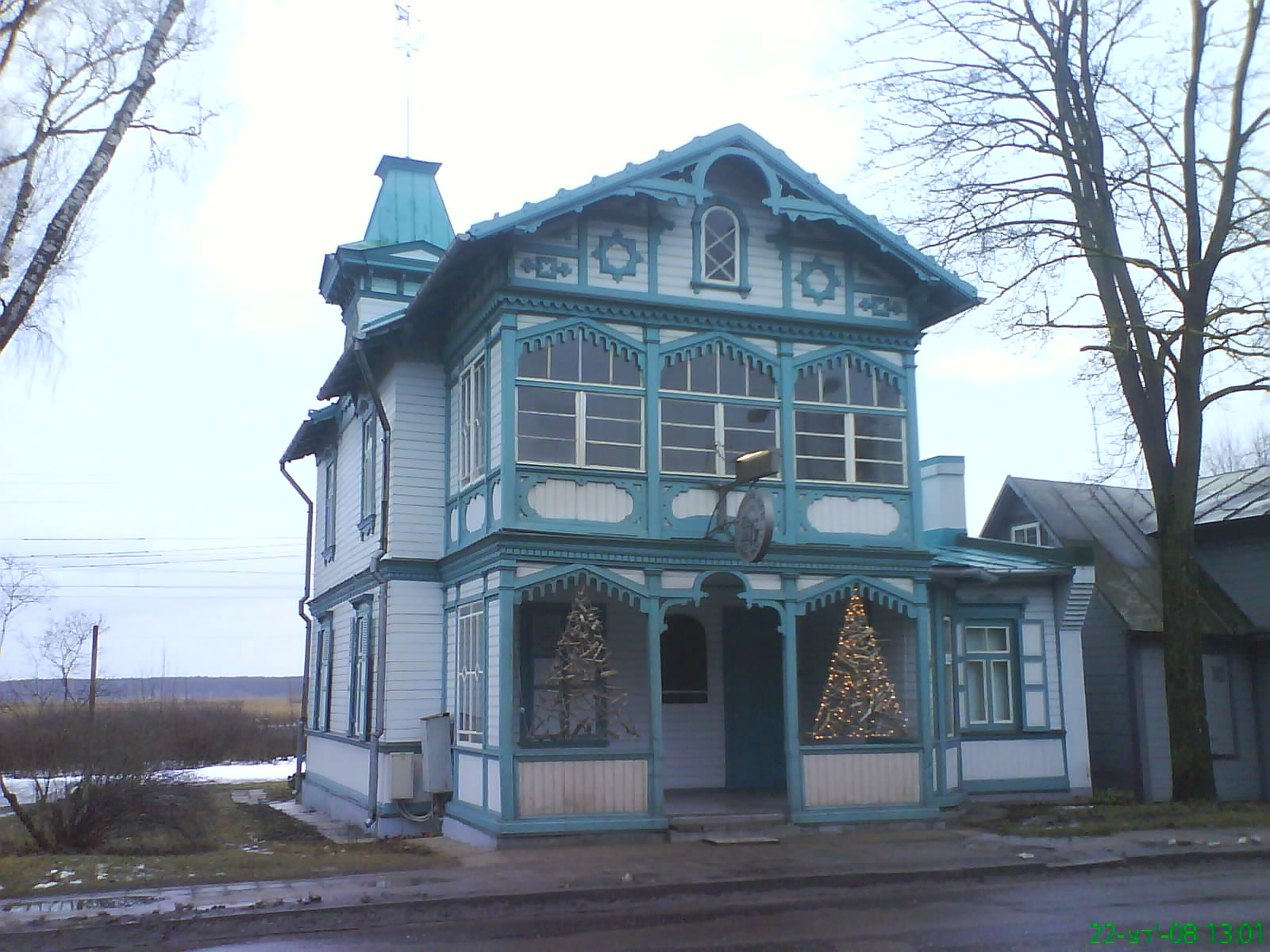
Ehemaliges Wohnhaus der Dichterin in Dubulti, heute Museum Aspazijas māja (Aspazija-Haus)

Im ehemaligen Wohnhaus des Dichterpaars in der Baznīcas iela 30 in Riga befindet sich heute das Museum Raiņa un Aspazijas māja (Rainis- und Aspazija-Haus), das auch als Veranstaltungsort dient. Ebenfalls zu Museen umgestaltet wurden das Wohnhaus von Aspazija in Jūrmala (Ortsteil Dubulti), in dem sie ab 1933 ihren Lebensabend verbrachte (Aspazijas māja / Aspazija-Haus), und das Rainis-und-Aspazija-Sommerhaus im Ortsteil Majori. 1990 wurde in Majori das Rainis-und-Aspazija-Denkmal enthüllt. Im September 2020 wurde in Jūrmala auf Höhe der Aspazijas iela auf dem Dünenkamm Olga Šilovas Skulptur Aspazija kāpās (Aspazija in den Dünen) aufgestellt.
Im schweizerischen Castagnola werden die beiden berühmten Exiliantan durch das einzige Aspazija-und-Rainis-Denkmal außerhalb Lettlands sowie durch ein eigenes kleines Museum geehrt. In Zürich wurde an dem Mietshaus in der Usteristrasse 14, in dem Aspazija und Rainis 1912 während ihres Schweizer Exils eine Zeitlang wohnten, im Jahr 2006 eine Gedenktafel befestigt und diese 2018 um eine QR-Code-Plakette ergänzt. Anlässlich des 150. Geburtstags von Aspazija und Rainis gab die Lettische Bank 2015 eine 5-Euro-Sondermünze (Abb. siehe oben) und die Lettische Post eine Doppel-Sondermarke heraus.
In Lettland gibt es derzeit acht nach Aspazija benannte Straßen (lett. iela) oder Plätze (lett. laukums):
- Aspazijas bulvāris in LV-1050 Rīga[20]
- Aspazijas iela in LV-2015 Dubulti (Jūrmala)[21]
- Aspazijas iela in LV-2107 Priežciems (Babītes pagasts)
- Aspazijas iela in LV-2150 Sigulda
- Aspazijas iela in LV-3001 Jelgava
- Aspazijas laukums in LV-3708 Auce[22]
- Aspazijas iela in LV-3801 Saldus
- Aspazijas iela in LV-4240 Rūjiena

Der am 29. Januar 1920 in Aspazijas birze (während der NS-Okkupation deutsch „Aspasia-Hain“) umbenannte Thronfolger-Hain in Liepāja wurde während der Sowjetokkupation in Zaļā birzs (Grüner Hain) umbenannt.

## Werkverzeichnis

### Gedichtbände
- Sarkanās puķes (Die roten Blumen, 1897, erweitert 1910 u. 1920)
- Dvēseles krēsla (Dämmerung der Seele, 1904)
- Saulains stūrīts (Ein sonniges Eckchen. Lyrische Biographie I, 1910, erweitert 1920)
- Ziedu klēpis (Ein Armvoll Blüten. Lyrische Biographie II, 1911)
- Izplesti spārni (Ausgebreitete Schwingen, 1920, erweitert 1922)
- Raganu nakts (Hexennacht. Lyrische Biographie III, 1923)
- Trejkrāsaina saule (Dreifarbige Sonne, 1926)
- Asteŗu laikā (Zur Asternzeit, 1928)
- Dvēseles ceļojums (Reise der Seele, 1933)
- Kaisītās rozes (Die hingestreuten Rosen, 1936)
- Zem vakara zvaigznes (Unter dem Abendstern, 1942)
- Mēnessdārzs (Mondengarten, 1943)

### Theaterstücke
- Atriebēja. Drāma piecos cēlienos no Latvijas dzimtbūšanas laikiem (Die Rächerin. Drama in fünf Aufzügen aus Lettlands Zeiten der Leibeigenschaft, 1887; 1903 mit dem Untertitel Drāma iz pagājušā gadu simteņa piecos cēlienos. Fragments / Drama aus dem vergangenen Jahrhundert in fünf Aufzügen. Ein Fragment)
- Vaidelote. Drāma iz leišu pagātnes piecos cēlienos (Die Waidelottin. Drama aus der litauischen Vergangenheit in fünf Aufzügen, 1894)
- Zaudētas tiesības. Drāma piecos cēlienos (Verlorene Rechte. Drama in fünf Aufzügen, 1894)
- Ragana. Dramatiska fantāzija piecos cēlienos (Die Hexe. Dramatische Phantasie in fünf Aufzügen, 1895; 1904 gekürzte Fassung mit dem Untertitel Dramatisks fragments / Dramatisches Fragment)
- Neaizsniegts mērķis. Tagadnes drāma četros cēlienos (Ein unerreichtes Ziel. Drama der Gegenwart in vier Aufzügen, 1895)
- Zeltīte. Drama piecos cēlienos (Etwa: Goldkindchen. Drama in fünf Aufzügen , 1901)
- Sidraba šķidrauts. Simboliska drāma piecos cēlienos (Der Silberschleier. Symbolistisches Drama in fünf Aufzügen, 1903)
- Aspazija. Sen-Helladas drāma piecos cēlienos (septiņās ainās) (Aspazija. Drama aus Alt-Hellas in fünf Akten bzw. sieben Szenen, 1923)
- Boass un Rute. Drāma pec Bībeles motīviem trijos cēlienos, četrās ainās (Boas und Rut. Drama nach biblischen Motiven in drei Aufzügen bzw. vier Szenen, 1925)
- Torņa cēlājs. Drama no viduslaikiem Piecos cēlienos ar epilogu (Der Turmbauer. Drama aus dem Mittelalter in fünf Aufzügen mit einem Epilog, 1927)
- Zalša līgava. Teiku drāma 7 ainās ar epilogu (Die Natternbraut. Sagendrama in 7 Szenen mit einem Epilog, 1928)
- Jānis Ziemelis. Kāda dzejnieka traģedija 24 ainās (Jānis Ziemelis. Eines Dichters Tragödie in 24 Szenen, 1931)
- Pūcesspieģelis. Romantiska komēdija. Apstrādāta pēc tautas teikām un Š. Kostēra flāmu motīviem (Eulenspiegel. Romantische Komödie. Bearbeitet nach Volkssagen und Ch. Costers flämischen Motiven, 1931) (Digitalisat der Veröffentlichung in 24 Fortsetzungen in der Wochenschrift Atpūta №|360 vom 25. September 1931 bis № 383 vom 4. März 1932)
- Velna nauda. Teiku komēdija (Das Teufelsgeld. Eine Sagenkomödie, 1933)

### Weitere Werke
- Prologs jubilejas svētkiem. Rīgas Latviešu biedrības skatuves 25 gadīgai pastāvēšanai (Prolog zur Jubiläumsfeier. Zum 25-jährigen Bestehen der Bühne des Vereins der Letten zu Riga, 1893)
- Saules meita (Die Sonnentochter. Phantasie in sechs Bildern, Poem, 1894)
- Cīņa par nākamību. Novele (Der Kampf um die Zukunft. Novelle, 1894)
- Spoži sapņi. Dzejiski tēlojumi (Glänzende Träume. Dichterische Schilderungen, 1909)
- No atzīšanas koka (Vom Baum der Erkenntnis, 1919), Zila debess (Blauer Himmel, 1924) und Zelta mākoņi (Goldene Wolken, 1928), autobiographische Miniaturen; erschienen 1931 unter dem Titel Mana dzīve (Mein Leben) sowie postum 1944 und 1968 gekürzt bzw. zensiert unter dem Titel Zila debess zelta mākoņos (Blauer Himmel in goldenen Wolken)
- Rudens lakstīgala (Die Herbstnachtigall, Roman, 1926)

## Deutsche Übersetzungen
- Die roten Blumen / Sarkanās puķes. Gedichte / Dzejoļi. Zweisprachige Ausgabe. Aus dem Lettischen übertragen und herausgegeben von Matthias Knoll. literatur.lv/edition, Berlin 2018.
- 28 Gedichte in: Lettische Lyrik. Eine Anthologie. Übersetzt aus dem Lettischen von Elfriede Eckardt-Skalberg sowie von Aspazija (sechs Gedichte, S. 44–54) und Rainis (S. 233–266); siehe auch Vorwort (S. IV u. V). A. Gulbis Verlag, Riga 1924 (Digitalisat im Internet Archive), S. 15–54.